# دکتر جی
دکتر جی (به انگلیسی: Doctor G) فیلمی هندی محصول سال ۲۰۲۲ و به کارگردانی آنوبهاتی کاشیاپ است. در این فیلم بازیگرانی همچون آیوشمان کورانا، راکول پریت سینگ، شفالی شاه، شبا چادها و ایندرانیل سنگوپتا ایفای نقش کرده‌اند.